# Ubiquisme
L’ubiquisme, du latin ubique qui signifie « partout », est le nom donné au XVIe siècle à une doctrine luthérienne selon laquelle la présence réelle du corps et du sang du Christ dans l'Eucharistie s'explique par l'omniprésence divine, communiquée à la nature humaine de Jésus-Christ. Les partisans de cette doctrine sont appelés Ubiquistes ou Ubiquitaires.
Cette doctrine fut fixée par Luther dès 1527-1528, lors de sa polémique contre les partisans d'Œcolampade (de Bâle) et de Zwingli (de Zurich) qui niaient la présence réelle dans l'Eucharistie (appelés Sacramentaires). Son traité De la Cène du Christ (Œuvres, Labor et Fides, Genève, 1964, t. VI) s'en prend violemment au littéralisme des Réformateurs suisses : dire que le Christ, monté au ciel « à la droite du Père », ne peut être aussi dans le pain et le vin sur l'autel, c'est oublier qu'il est Dieu et que l'ubiquité est l'une des propriétés de la nature divine.

## Origine et évolution
Cette doctrine rejoint certaines thèses de l'Église catholique romaine du XVe siècle. Le cardinal Nicolas de Cues considère en effet, dès la Docte ignorance de 1440 (l. III, chap. 7), que le Christ a fait mourir la mort, de sorte que tout homme ressuscite par le Christ, mais pas forcément comme lui (l. III, chap. 8, n. 228). La Croix a donc une influence réelle sur les propriétés de l'humanité et de la divinité : par la Croix, l'humanité passe par le feu purificateur de la mort pour accéder à l'immortalité, l'éternité et l'ubiquité, et la divinité descend dans les souffrances les plus cruelles.
Ces thèses « protestantes » ont été d'autant plus implacablement dénoncées comme hérétiques au XVIe siècle, qu'on n'a pas fait l'effort d'en chercher les sources dans la tradition catholique. De plus, l’argument de l’ubiquité de Dieu est également utilisé par les protestants à l’encontre du culte des saints, pratiqué par les catholiques, entraînant peut-être chez ces derniers une confusion. Ainsi, au cours d’un procès d’hérésie en France, dans la première moitié du XVIe siècle, un accusé dit : « Deus est ubique et pour ce, si Dieu est ici qui m’entend, pourquoi irai-je prier saint Gaultier ou saint Guillaume qui sont là-haut en Paradis qui ne peuvent entendre l’aide de Dieu qui est ici auprès de moi ? »
En 1583, Martin Chemnitz éteignit quelque peu la controverse entre protestants luthériens et réformés suisses en élaborant un ubiquisme plus atténué. En 1616, cette doctrine réapparut encore sous le nom de kénotisme et de crypticisme. Mais l'évolution des esprits dans le sens d'une plus grande tolérance a conduit les luthériens à ne plus vouloir imposer ce point de doctrine aux Réformés suisses.
Le paradoxe est qu'aujourd'hui cette doctrine, aussi profonde que discutable, paraît catholique aux yeux de beaucoup de protestants, et protestante aux yeux de nombreux catholiques.